# Psilotrichum densiflorum
Psilotrichum densiflorum är en amarantväxtart som beskrevs av Lopr. Psilotrichum densiflorum ingår i släktet Psilotrichum och familjen amarantväxter. Inga underarter finns listade i Catalogue of Life.